# Чарномінек
Чарномінек (пол. Czarnominek) — село в Польщі, у гміні Ґоздово Серпецького повіту Мазовецького воєводства.
Населення — 67 осіб (2011).
У 1975-1998 роках село належало до Плоцького воєводства.

## Демографія
Демографічна структура станом на 31 березня 2011 року:
|          | Загалом | Допрацездатний вік | Працездатний вік | Постпрацездатний вік |
| -------- | ------- | ------------------ | ---------------- | -------------------- |
| Чоловіки | 33      | 14                 | 17               | 2                    |
| Жінки    | 34      | 11                 | 15               | 8                    |
| Разом    | 67      | 25                 | 32               | 10                   |